# Willem IV van Mâcon
Willem IV (V) van Mâcon (-1224) was een zoon van Gerald I van Mâcon en van Gigone van Salins.
Hij volgde zijn vader in 1184 op als graaf van Mâcon. In 1199 noemde hij zich zelf paltsgraaf van Vienne en Mâcon.

## Huwelijken en nakomelingen
Willem was gehuwd met:
1. Pontia van Beaujeu

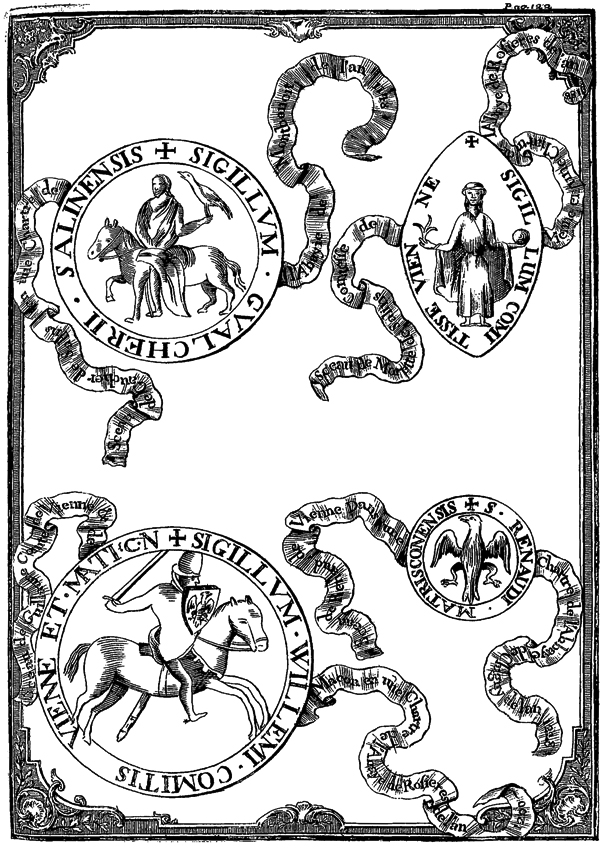
Zegels van Gaucher III van Salins, Maurette van Salins, Willem IV van Mâcon en Renaud de Vienne.

2. Calatia, soms Scholastica genoemd, dochter van Hendrik I van Champagne,

en was de vader van:
- Gerald II, die nog vóór hem stierf, 
  - kleindochter Adelheid van Mâcon, erfgename en kinderloos, verkoopt na de dood van haar man Jan van Dreux in 1239 het graafschap aan Lodewijk IX van Frankrijk
- Willem, deken van Saint-Étienne in Besançon,
- Hendrik, heer van Montmorel,
- Beatrix, gehuwd met Willem van Antigni, heer van Pagni.